# Emirat de Lapai
L'emirat de Lapai fou un estat històric i és avui dia un emirat tradicional de Nigèria a l'estat de Níger.
La regió estava habitada pel poble dels gbari (o gwari), que estaven subjectes al regne haussa de Zazzau i, després de 1804, a l'emirat fulani de Zaria (situat al nord). El 1825 els fulani va demanar a l'emir de Gwandu, el senyor dels emirats fulani occidentals, de crear a Lapai un nou emirat independent dels emirats de Zaria i Agaie (que estava a l'oest). L'emir de Gwandu ho va concedir i l'emirat de Lapai va ser fundat aquell mateix any. L'emirat va donar suport a l'emir de Bedde o Bida (a uns 80 km a l'oest) en contra de la companyia britànica del Níger (Royal Niger Company) el 1897, i en revenja els britànics van atacar l'emirat i van cremar la capital. L'emirat va quedar sota control britànic i fou incorporar a la província de Níger el 1908; el 1938, la seva seu tradicional es va traslladar a Badeggi-Lapai (ara Badeggi) a uns 14 quilòmetres a l'oest.

## Emirs
- 1825 - 1832 Da'udu Maza dan Jaura
- 1832 - 1835 Yamuza dan Jaura
- 1835 - 1838 Baji dan Jaura
- 1838 - 1874 Jantabu dan Jaura
- 1874 - 1875 Atiqu dan Jantabu
- 1875 - 1893 Bawa dan Jantabu
- 1893 - 1907 Abd al-Qadiri dan Jantabu
- 1907 - 1923 Ibrahim dan Jantabu
- 1923 - 1937 Aliyu Gana dan Abd al-Qadiri
- 1937 - 1954 Umaru dan Ibrahim
- 1954 - 2002 Muhammadu Kobo dan Aliyu Gana
- 2002 - Umaru Bago